# 大分県道631号中判田犬飼線
大分県道631号中判田犬飼線（おおいたけんどう631ごう なかはんだいぬかいせん）は、大分県大分市から豊後大野市に至る一般県道である。

## 概要
起点から終点近くまで大野川の左岸沿いに南下するが、終点付近の犬飼橋で大野川をまたいで右岸に至り、終点で国道326号に接続する。ほぼ全線にわたって九州旅客鉄道（JR九州）の豊肥本線が並走している。また、起点で接続する国道10号が、大野川を挟んだ対岸（右岸）を通っている。一部に離合困難な区間がある。

### 路線データ
- 起点：大分県大分市大字中判田[1]（白滝橋北交差点、国道10号交点、大分県道208号鶴崎大南線終点）
- 終点：大分県豊後大野市犬飼町久原[2]（国道326号交点）

## 歴史
- 1959年（昭和34年）3月31日 - 大分県告示第374号により、中判田犬飼線として路線認定される（当時の整理番号は111）[5]。
- 1973年（昭和48年）4月2日 - 大分県告示第250号により中判田犬飼線として路線認定[6]。
- 2017年（平成29年）9月17日 - 台風18号の豪雨による道路陥没のため、大分市端登の一部区間で全面通行止め[7][8]。

## 路線状況

### 重複区間
- 大分県道622号弓立上戸次線（大分市大字竹中）
- 大分県道622号弓立上戸次線（大分市大字竹中）

### 道路施設

#### トンネル
- 竹中トンネル：延長190 m、1998年（平成10年）竣工、大分市

## 地理

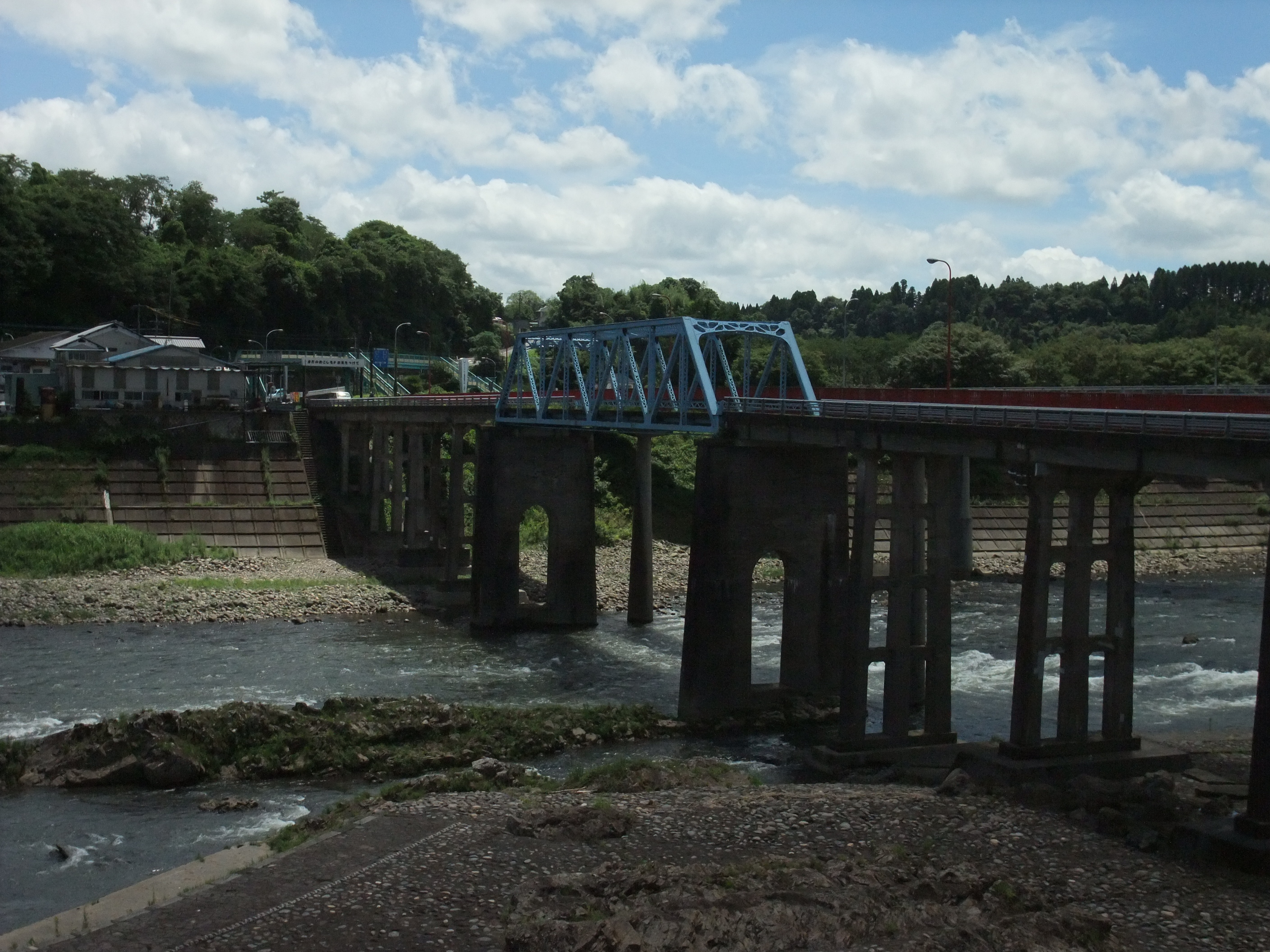
犬飼橋

### 通過する自治体
- 大分市
- 豊後大野市

### 交差する道路
| 交差する道路                           | 市町村名   | 交差する場所 | 交差する場所          |
| -------------------------------------- | ---------- | ------------ | --------------------- |
| 国道10号 大分県道208号鶴崎大南線       | 大分市     | 大字中判田   | 白滝橋北交差点 / 起点 |
| 大分県道622号弓立上戸次線 重複区間起点 | 大分市     | 大字竹中     |                       |
| 大分県道622号弓立上戸次線 重複区間終点 | 大分市     | 大字竹中     |                       |
| 大分県道622号弓立上戸次線 重複区間起点 | 大分市     | 大字竹中     |                       |
| 大分県道622号弓立上戸次線 重複区間終点 | 大分市     | 大字竹中     |                       |
| 大分県道631号中判田犬飼線 / バイパス   | 大分市     | 大字端登     |                       |
| 国道326号                              | 豊後大野市 | 久原         | 終点                  |

### 交差する鉄道
- 豊肥本線

### 沿線
- 大分市葬祭場[9]
- 大分市立竹中小学校
- 大分市立竹中中学校
- JR九州豊肥本線
  - 竹中駅 - 犬飼駅
- 大分市立上戸次小学校
- 天面山 - 本路線沿いにある天面山入口の看板から約4.5 km[10][11]。
- 犬飼港跡